# 王汉洲故居
王汉洲故居始建于清朝末年，位于南京市上新河镇河北大街83号（今属建邺区兴隆街道）。该建筑为砖木结构，是一处典型的四合院，为江南传统民居风格。建筑纵深42米，宽12米，由大门、走廊、前厅、中厅、厢房、后楼、后厅组成，前后四进。其第三进为楼厅，厅顶呈半月状。木门及大厅横梁上的浮雕木刻，花卉、人物、鸟兽图纹颇具特色。地面由边长0.46米的正方形地砖拼砌而成。该建筑用料考究，工艺合理，结构牢固，雕饰华丽，被认为是南京住宅建筑的杰作。
1982年，故居被列为建邺区文物保护单位。然而，该建筑经长期使用，状况不容乐观：因分给多户人家居住，导致违建严重，原有房屋结构造到破坏。2002年，有专家提出该建筑缺乏修缮保护价值，应当拆除。2014年，故居所属地块动迁，因已列入文物保护单位，得以在动迁中保留。
2017年，王汉洲故居计划启动修缮工程。王汉洲故居的修缮遵循“预防为主，抢救第一，合理利用，加强管理”的文物工作方针，对文物进行保护性修缮。

## 王汉洲
王汉洲（1874–1967），字汉州，一字汉洲，祖籍徽州，世居南京。成年后承父业，在上新河经营王义隆木行，后开办粮行、油铺等商铺，成为“开明绅士”。王汉洲亦精于书法。其书法在南京当地小有名气。